# Artur Malawski
Artur Malawski ( Przemyśl, 4 juillet 1904 - Cracovie le 26 décembre 1957) est un compositeur, violoniste, chef d'orchestre et professeur de musique classique polonais. 

## Biographie
Malawski étudie d'abord le violon au conservatoire de Cracovie, où Jan Chmielewski est son principal professeur. Il étudie ensuite la composition avec Kazimierz Sikorski au Conservatoire de Varsovie, puis la direction d'orchestre avec Walerian Bierdiajew dans le même institut. Malawski est initialement principalement actif en tant que professeur de violon. Pendant la Seconde Guerre mondiale, il occupe des postes à Tarnopol et Lublin. En 1945, il est nommé professeur au Conservatoire de Cracovie pour les sujets de composition, direction et théorie musicale. Il conserve ce poste jusqu'à sa mort. Entre 1950 et 1954, il est également professeur au Music College de Katowice. 
En plus de son travail didactique, Malawski est actif après la guerre en tant que chef d'orchestre de divers orchestres polonais, en particulier de sa propre musique. 
Il continue à se développer en tant que compositeur et reçoit plusieurs prix. Il est également président de la section polonaise de l'organisation des compositeurs ISCM pendant un certain temps. 

## Œuvres
Malawski écrit de la musique dans un style modérément moderne, ce qui ne pose pas de problèmes aux dirigeants communistes polonais dans les premières années de l'après-guerre. Il compose dans presque tous les genres, mais n' écrit aucun opéra. En tant que compositeur, il est resté très critique envers son propre travail. De nombreuses pièces, comme son premier quatuor à cordes et son sextuor à cordes, ont finalement été détruites par lui-même.

## Hommage
Une salle de concerts à Rzeszów et un concours de musique classique portent son nom en hommage.